# معبد إينا
معبد إينا أو معبد إنانا (بالسومرية: المسمارية 𒂍𒀭𒈾) هو من المعابد السومرية في مدينة الوركاء، في جنوب العراق، ذكر المعبد في ملحمة جلجامش وبعض الكتب التي تهتم بالحضارة السومرية، وهو مكان الإله إنانا أو آنو، والمعبد حالياً موضع دراسة من قبل الباحثين وعلماء الآثار.
كان معبد إينا هو المركز الاقتصادي لمدينة أوروك، حيث لم يكن فقط حلقة الوصل بين العالمين البشري والإلهي، بل كان أيضًا مكانًا لتخزين البضائع المرتبطة بتشغيل المعبد والحاجة إلى إدارتها وحملها، وجدت الحفريات الألمانية ما يصل إلى 18 قطعة، والتي أشارت الى ان المبنى الرئيسي لإينا بني أول مرة من المخاريط الحجرية (سميت بهذا الاسم بسبب الفسيفساء التي تشكلت بواسطة مخاريط حجرية ملونة) في فترة أوروك السادسة (ألفية 4 ق.م)، والذي كان يتألف من صحن مركزي وممرين وكان محاطًا بجدار من الحجر الجيري مع نظام متقن من الدعامات، مثبتة على واجهة من الطوب اللبن، وقد يكون المعبد من أقدم المعابد التي تحدث فيها الطقوس الخاصة بالعبادات المائية في بلاد ما بين النهرين.

## معرض الصور

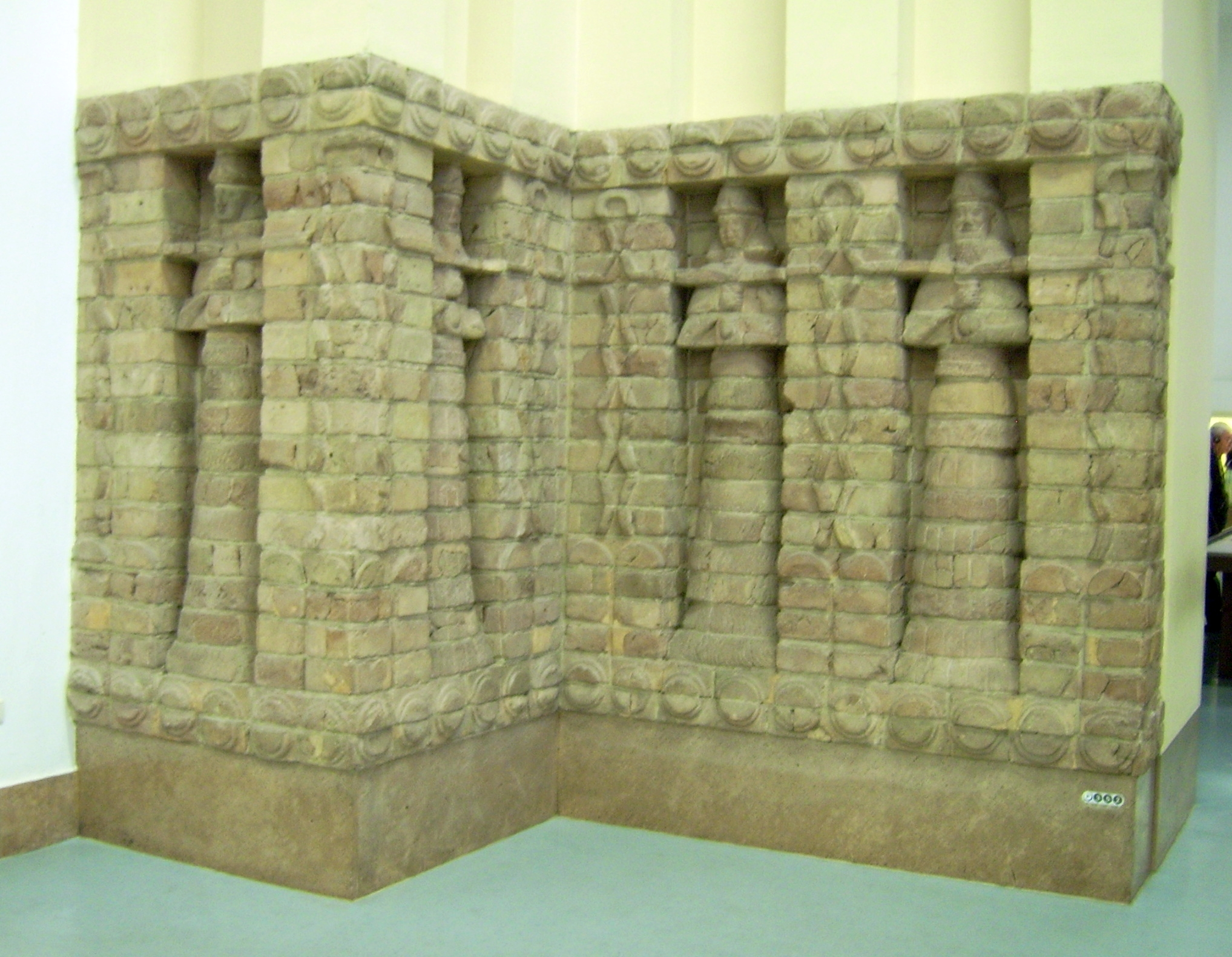
جزء من مقدمة معبد إنانا من أوروك (في متحف الشرق الأدنى في برلين)
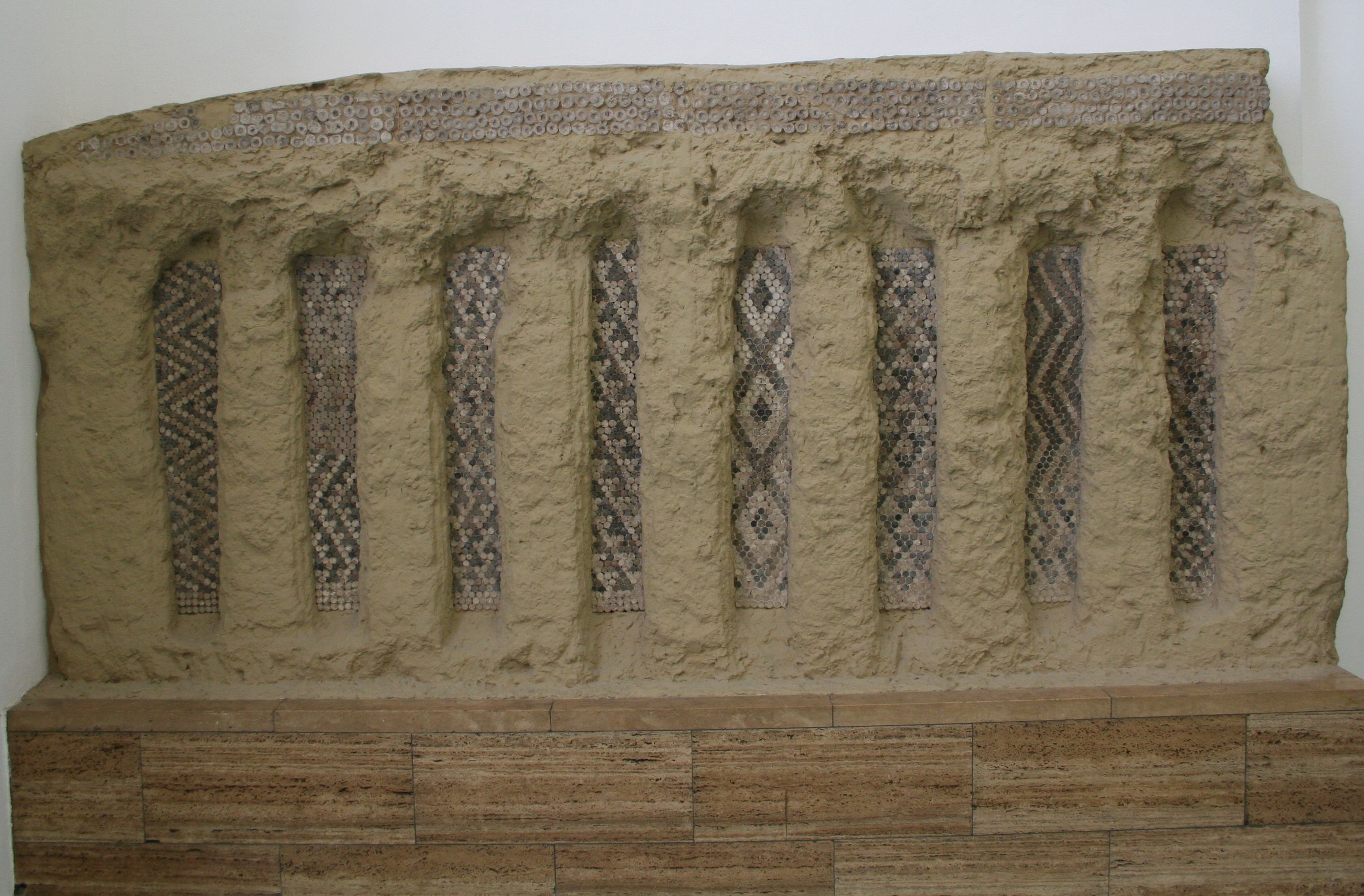
صورة للوحة من متحف بيرغامون في برلين، من أعمدة مع دبابيس الطين الزخرفية تشبه الفسيفساء من معبد إينا.
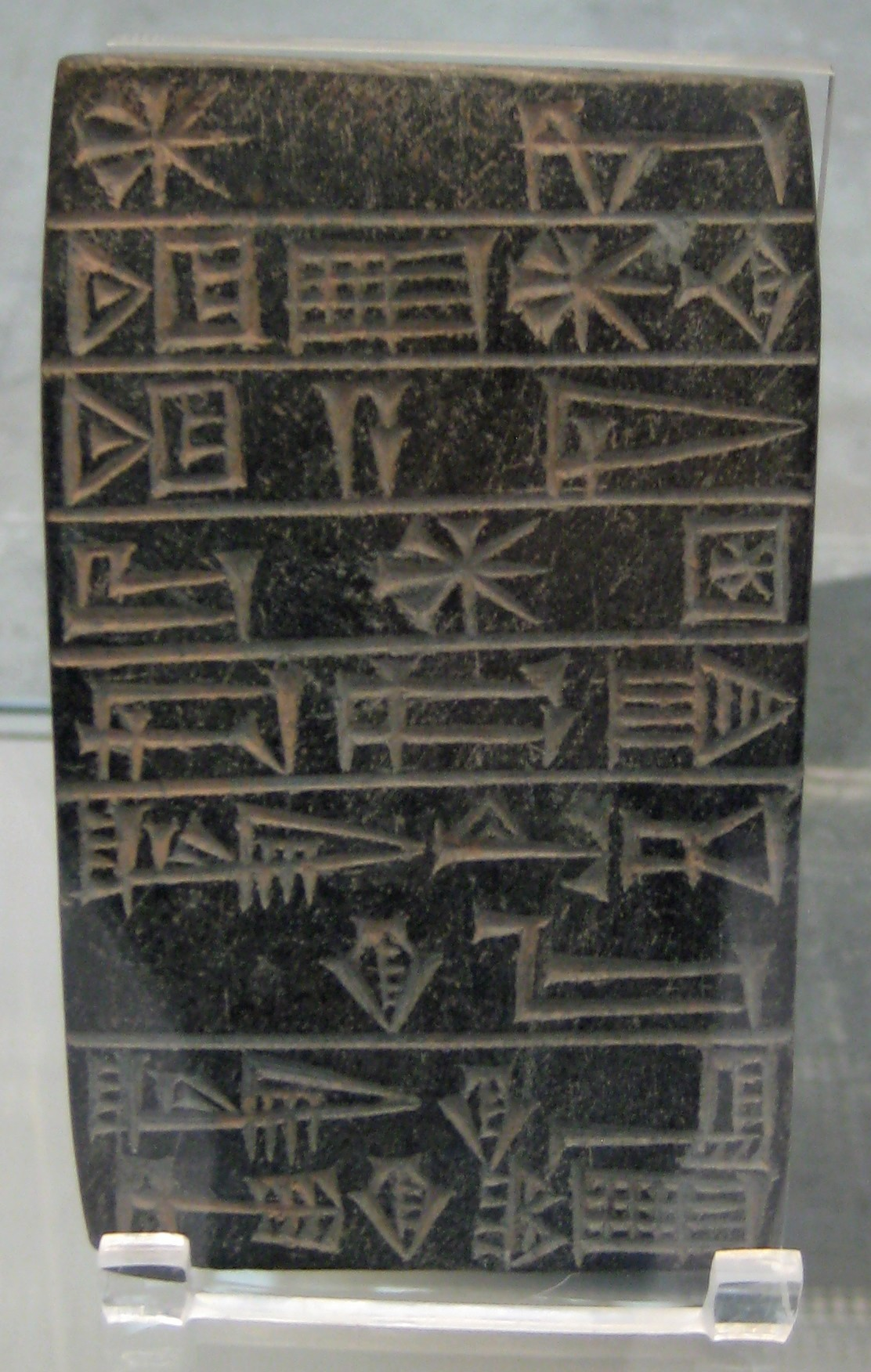
لوح الأساس من معبد إنانا، يعود تاريخه إلى عهد أور نمو، (المتحف البريطاني).